# 葉弥-HAYA!!-
『葉弥-HAYA!!- A fishing cutie』（はや!! フィッシング・キューティー）は、原案：かくまつとむ（鹿熊勤）、作画：村川和宏による日本の漫画作品。川釣りをメインテーマとした青年漫画作品である。『週刊ヤングサンデー』（小学館）にて、2001年16号から2002年13号まで約1年連載された。単行本は全4巻。

## 概要
主人公である葉弥が、魚類学者である祖父が追い求める幻の魚「カミノツカイ」と祖父の行方を捜し求める事を軸に展開するネイチャー・アドベンチャーである。『ヤングサンデー』の2001年新連載企画で連載開始された。
本作は中盤で「カミノツカイ」捜しから逸脱して3話程度で完結するエピソードで構成されるようになり、古賀大河による違法な淡水魚の売買とブラックバス類の放流、水辺開発による魚の絶滅危惧など、現実に起きている環境問題にスポットを当てている。
しかしながら、核心の「カミノツカイ」については作中では現れず、探査を続けていく描写で終わるなど、幾分消化不良さが窺える形で完結となった。

## あらすじ
2001年春。関東平野郊外のさくら市を流れる佐久良（さくら）川の河川敷。祖父母と花見に訪れた高校生の源玄五郎は、祖父・鱒三がフナを釣れるまで重箱の手料理に手を付けられない事にやきもきしていた。そこに忽然と姿を現した少女が、手持ちの竹竿でいとも簡単に大型の鯉やサクラマスを釣り上げ、見物人も驚愕する。
その晩、帰宅した玄五郎たちは庭先でウナギの蒲焼きを焼いていた少女に出逢う。彼女の名は水上葉弥で、幻の魚「カミノツカイ」を探し求めて放浪中の魚類学者である祖父 熊楠の行方を追いに、四万十川のある故郷から鱒三の家に下宿することになっていた。
追い求める内に玄五郎たちの生物教師である古賀大河の裏の顔を知ることになり……。

## 登場人物
水上 葉弥（みなかみ はや）
主人公。高校2年生。高知県の四万十川上流の村で川と親しみながら育つ。祖父である熊楠の行方を追うために鱒三宅に下宿し、玄五郎と同じ高校に転入する。
幼少期に釣りの手ほどきを熊楠から受け、しなやかで強靱な耐性を保つ紅色の和竿「紫式部」を巧みに操り、大物の淡水魚を釣り上げる。魚の知識は非常に豊富である。落ち着いた性格である。
源 玄五郎（みなもと げんごろう）
高校2年生。鱒三の孫。鱒三宅に隣接する一戸建てに住んでいる。鱒三の道楽に付き合わされるばかりであったが、葉弥と出会ってからはカミノツカイや熊楠捜しで行動を共にして行くうちに、自身も釣りへの興味を抱き、自分なりに奮闘する。泳げないため、本編では浮き輪を着けて川中のポイントを探っていた。
序盤では学ランのアンダーにワイシャツを普通に着用していたが、4話以降はTシャツに変更されている。
源 鱒三（みなもと ますぞう）
玄五郎の祖父。年齢不詳（70歳代と推測される）で頭身が低い（デフォルメ）。川釣りを趣味としており、川魚や釣りの基本的な知識を持ち合わせている。高齢ではあるがハッキリした性格で、孫の玄五郎を忍耐が足りないなどと罵っている。妻のフク・下宿中の葉弥と共に古風な家に住んでいる。
源 フク（みなもと フク）
鱒三の妻で、穏やかな性格のお婆さん。
夏木 洋平（なつき ようへい）
20歳代前半の男。家業の夏木酒店を手伝う傍ら、前髪を整髪料で釣り針の形状に固め、サングラスをかけて黒色のジャンパー姿で釣りをするグループ（メンバーはパシリ2人）「スリーポインツ」のリーダーをしている。腕前はビギナーであるが、葉弥の行動につられて自分なりに腕を磨き上げていく。
水上 熊楠（みなかみ くまくす）
葉弥の祖父。5年前まで関東に本部を置く私立東都大学の高知県にある理学部で魚類関係の教授をしていたが、「紫式部」を葉弥に託し、幻の魚「カミノツカイ」を捜し求めて放浪状態となる。
葉弥が帰省した時に四万十の葉弥の両親が住む実家に近況を知らせる手紙が届くものの、消印が印字された郵便切手が欠落した状態で発信元が分からず仕舞いとなっている。終盤、忽然と姿を現す。
古賀 大河（こが たいが）
玄五郎と葉弥の通う高校の生物科の教師。無精髭で咥え煙草をしている。
高校の生物準備室に大量の水槽を陳列し、イタセンバラやアジアアロワナなど日本での売買が禁止されている魚を飼育していることを葉弥に見抜かれる。それに気づけない他の教員をボンクラ教師と称する一方、自身はフロリダバス・ブラックバスといった大型淡水魚を愛好家らの注文に応じて売り捌く裏稼業をしている。
東都大学理学部出身で、熊楠の研究室に在籍していた門下生であった。「紫式部」の存在を知る数少ない人物の一人。
古賀 泉（こが いずみ）
大河の妹。以前は兄と釣りに嵩じていたが、「さくら記念病院」の特別病棟で原因不明ながら昏睡状態に陥っている。終盤には快方に向かう。
清水 鮎奈（しみず あゆな）
17歳の女子高生アイドルで、玄五郎たちが通う高校の向かいにある女子高校に在籍している。高校の昼食時に屋上に出て玄五郎たちの高校の男子生徒に向けてアピールするパフォーマンスをしていたが、葉弥の登場でその人気のお鉢を奪われる。釣りができるアイドルとして売り出しており、葉弥のことを「釣り女」と称し、嫉妬深く対抗心を燃やしていた。
大沢 瑞樹（おおさわ みずき）
佐久良川で釣りの特訓をしていた玄五郎と出くわし、ハゼ釣りに嵩じる。本職は「さくら記念病院」に勤める女性看護師であるが、葉弥も驚愕するほどに「紫式部」を使いこなす。熊楠の門下生で、古賀大河と同窓であることを明かした。
大沢響（おおさわ ひびき）
瑞樹の姉。「神池山温泉 紅葉屋ホテル」に嫁いで若女将をしている。
瀧見沢（たきみざわ）
東都大学理事長の息子。玄五郎たちが住む隣町の相武川で生息する淡水魚を展示する「相武市エコロジーセンター」の建設に便宜を図って賄賂を受け取ったり、日本国外のプリンシパル大学との姉妹校提携のために、大学敷地で旧城跡の外堀を埋め立てて新校舎の建設を目論む。父親は対立する熊楠を更迭させたとしているが、自身も熊楠の門下生で大河・瑞樹と同窓であった。

## 書誌情報
ヤングサンデーコミックスより全4巻。
| 巻号                      | サブタイトル     | 初版発行日    | 収録話            |
| ------------------------- | ---------------- | ------------- | ----------------- |
| 第1巻 ISBN 978-4091526212 | 赤い竿を持つ少女 | 2001年9月5日  | cast1〜cast10     |
| 第2巻 ISBN 978-4091526229 | いざ四万十へ     | 2001年12月5日 | cast10〜cast21    |
| 第3巻 ISBN 978-4091526236 | 仲間たち         | 2002年3月5日  | cast22〜cast32    |
| 第4巻 ISBN 978-4091526243 | 幸せの竿         | 2002年6月5日  | cast33〜last cast |